# 시노비 (1987년 비디오 게임)
《시노비》(Shinobi, 忍)는 세가가 발매한 1987년 아케이드 횡스크롤 액션 게임이다. 세가의 《시노비》 시리즈 첫 번째 작품이다. 현대의 닌자 조 무사시가 주인공으로 범죄 조직 지드 (Zeed)를 멈추는 것이 목표로, 각 스테이지마다 있는 인질들을 구출하고 돌파해야한다.
아케이드용으로 처음으로 발매된 후 가정용 게임기 패밀리 컴퓨터, 세가 마스터 시스템, PC 엔진와 컴퓨터 기종 IBM PC, 암스트래드 CPC, 아미가, 등으로 이식됐다. 아케이드판의 경우 2009년에 Wii 버추얼 콘솔, 플레이스테이션 네트워크 및 엑스박스 라이브 아케이드로 재발매됐다.